# Sídlo firmy Johnson Wax
Sídlo firmy Johnson Wax je světové sídlo a administrativní budova firmy vyrábějící čisticí prostředky — S. C. Johnson & Son v Racine ve státě Wisconsinu. Byla navržena americkým architektem Frankem Lloyd Wright pro prezidenta společnosti Herberta F. Johnsona. Tato budova se stavěla od roku 1936 do 1939. Nachází se blízko 14patrové později přistavěné Johnson Wax Research Tower (výzkumná věž), 1944–1950. Tyto budovy byly v roce 1976 jmenovány Národní historickou památkou USA. Cena hlavní budovy byla čtyřikrát dražší, než se původně předpokládalo, kvůli tomu, že to byl prototyp a cena pozdější přístavby věže byla vyšší „jen“ třikrát.

## Popis budovy
Sídlo společnosti Johnson Wax je umístěno v industriální zóně. Wright rozhodl vytvořit uzavřený areál kanceláří, podobající se pevnosti. Budova ukazuje Wrightovu interpretaci aerodynamické moderní architektury, populární v 30. letech 20. století. Stavba je postavena z červených cihel, které vytváří přes 200 zaoblených tvarů. Všechen nábytek uvnitř budovy navrhl sám Wright. 
Velké pracovní hale (open space) uvnitř dominují tenké betonové sloupy, rozšiřující se směrem nahoru. Světlo uvnitř zajišťují střešní okna, které mají unikátní konstrukci. Architekt chtěl, aby se zaměstnanci cítili uvnitř jako v lese, snažil se utlumit okolní hluky z továren, takže například sloupy jsou na některých místech obaleny zrnky písku. 
V horních patrech nad hlavní pracovní halou jsou umístěny místnosti pro řízení celé firmy a kancelář samotného Herberta F. Johnsona. 

## Věž
Věž a její okolí bylo přistavěno k hlavní budově později.
Věž je vysoká 50m a uvnitř se nacházelo výzkumné centrum firmy. Později však musela být zavřena z bezpečnostních důvodů a byla znovu otevřena až v roce 2013 po rozsáhlých rekonstrukcích.

## Fotogalerie

Interiér
Pohled na věž a později přistavěný aréál